# Opętani
Opętani – powieść sensacyjna Witolda Gombrowicza, drukowana pod pseudonimem Z. Niewieski w 1939 roku w odcinkach na łamach dzienników: „Dobry Wieczór – Kurier Codzienny” (Warszawa) i „Express Poranny” (Kielce, Radom). Ostatni odcinek powieści ukazał się 3 września 1939 roku w 243 numerze dziennika „Kurier Czerwony”.
Książka łączy w sobie cechy powieści gotyckiej, kryminalnej i romansu. Głównym wątkiem jest niespodziewana i gwałtowna miłość pomiędzy  Mają Ochołowską – panną z dobrego domu a Marianem Walczakiem vel Leszczukiem – dwudziestoletnim trenerem tenisa. Tłem zaś są tajemnicze wydarzenia rozgrywające się w fikcyjnym zamku w Mysłoczy.
Witold Gombrowicz przyznał się do autorstwa dopiero w 1969 r. pisząc notę biograficzną na swój temat dla specjalnego zeszytu L'Herne.